# Подхум (Јелење)
Подхум је насељено место у саставу општине Јелење у Приморско-горанској жупанији, Република Хрватска.

## Историја
До територијалне реорганизације у Хрватској налазио се у саставу старе општине Ријека.

## Становништво
На попису становништва 2011. године, Подхум је имао 1.446 становника.

## Попис1991.
На попису становништва 1991. године, насељено место Подхум је имало 1.187 становника, следећег националног састава:
| Попис 1991.‍   | Попис 1991.‍  | Попис 1991.‍ | Попис 1991.‍ | Попис 1991.‍ |
| ------------- | ------------ | ----------- | ----------- | ----------- |
|               |              |             |             |             |
| Хрвати        | Хрвати       |             | 1.071       | 90,22%      |
| Срби          | Срби         |             | 32          | 2,69%       |
| Муслимани     | Муслимани    |             | 29          | 2,44%       |
| Југословени   | Југословени  |             | 19          | 1,60%       |
| Албанци       | Албанци      |             | 11          | 0,92%       |
| Мађари        | Мађари       |             | 7           | 0,58%       |
| Словенци      | Словенци     |             | 4           | 0,33%       |
| Италијани     | Италијани    |             | 1           | 0,08%       |
| Немци         | Немци        |             | 1           | 0,08%       |
| Словаци       | Словаци      |             | 1           | 0,08%       |
| неопредељени  | неопредељени |             | 4           | 0,33%       |
| регион. опр.  | регион. опр. |             | 1           | 0,08%       |
| непознато     | непознато    |             | 6           | 0,50%       |
| укупно: 1.187 |              |             |             |             |